# Офицер и смеющаяся девушка
«Офицер и смеющаяся девушка» — картина нидерландского художника Яна Вермеера, созданная между 1655 и 1660 годами. До 1890 года висела на вилле Пратолино, принадлежавшей П. П. Демидову. С 1911 года находится в Коллекции Фрика в Нью-Йорке.
Картина выполнена в типичном для Вермеера стиле. Женщина в жёлтом платье, свет из открытого окна слева, большая карта на стене — все эти элементы встречаются на других картинах художника, но здесь появляется мужчина, сидящий за столом. Большинство искусствоведов, различно трактующих картину, сходятся в том, что Вермеера вдохновила «Сводница» Геррита ван Хонтхорста, и что перспектива картины создана с помощью камеры-обскуры.

## Описание
Главным персонажем картины является девушка, чьё лицо освещено прямым мягким светом. Она имеет сходство с женой Вермеера, Катариной Болнес, которая, как считается, позировала для многих его картин. Рентгеновские снимки показали, что Вермеер планировал изобразить женщину с большим белым воротничком, который скрывал бы большую часть платья, а чепчик, закрывающий голову целиком, был увеличен, чтобы сконцентрировать внимание зрителя на выражении её лица. Платье с тесьмой, которое можно увидеть и на других картинах Вермеера, называлось «скорт» и служило обычной повседневной одеждой. Синий передник, надетый поверх платья и частично скрытый в тени стола, также был широко распространён. По одежде искусствоведы делают вывод, что визит офицера оказался неожиданным для девушки, занимавшейся до его прихода домашними делами. Девушка держит бокал, обычно предназначавшийся для белого вина, более дорогого, чем пиво, что должно подчёркивать её достаток.
Офицер изображён в красном плаще и дорогой шляпе, указывающих на его состоятельность и высокое звание. Широкополая шляпа из бобрового меха предназначена для суровых погодных условий, с дождём и снегом. Материал для таких шляп завозился из Новых Нидерландов, находившихся под управлением Голландской Вест-Индской компании. Красный цвет одежды ассоциируется с могуществом и страстью, что придаёт картине эмоционально-романтический настрой. Об офицерском звании свидетельствует также чёрная перевязь. Несмотря на то, что главным персонажем является девушка, крупная фигура офицера бросается в глаза первой. Его присутствие добавляет композиции драматичность и загадочность. Этот художественный приём, с помещением объекта на передний план для усиления глубины фона, называется репуссуар. Такую технику часто использовал Караваджо, и Вермеер мог позаимствовать её из картин караваджистов.
Сущность беседы между девушкой и офицером неизвестна. Большинство искусствоведов считает, что сцена показывает безобидные и целомудренные ухаживания офицера. Однако другие видят в улыбке девушки и её протянутой левой ладони намёк на то, что речь идёт об оказании услуг интимного характера.
Карты, воспроизведённые с подробнейшей детальностью, появляются в целом ряде картин Вермеера, что свидетельствует о его особом интересе к картографии. Считается, что в «Офицере и смеющейся девушке» показана карта Голландии и Западной Фрисландии Балтазара Флориса ван Беркенрода, которую можно увидеть на двух других картинах Вермеера. Не сохранившаяся до наших дней, карта известна по архивным источникам и второму её изданию, опубликованному Виллемом Блау в 1621 году.

## Окно
Окно и освещение сцены характерны для ряда других работ Вермеера (скорее всего потому, что таким же было освещение в мастерской художника). Окно, практически аналогичное окнам в «Девушке, читающей письмо у открытого окна» и «Молочнице», выполнено Вермеером с большой тщательностью и вниманием к деталям. За ним видна лишь часть стены и неясные тени, так как Вермеер никогда не позволял зрителю заглянуть из своих картин во внешний мир.

## Камера-обскура
Некоторые искусствоведы считают, что работая над перспективой картины, Вермеер использовал камеру-обскуру. Вместо применения математических расчётов или точки схода, он мог оценивать относительные размеры натурщиков с помощью данного устройства. Исторических свидетельств, подтверждающих эту версию, не существует, но безупречно выдержанная перспектива во многих картинах Вермеера, включая «Офицера и смеющуюся девушку», даёт основания предполагать такую возможность.
Пигментный анализ Германа Куна выявил использование типичных пигментов периода барокко: охры, свинцово-оловянно-желтого, природного ультрамарина и азурита.